# Erich Hanke (Politiker)
Erich Hanke (* 13. Januar 1911 in Petershagen bei Berlin; † 10. April 2005 in Berlin-Rahnsdorf) war ein deutscher Widerstandskämpfer und marxistischer Ökonom.

## Leben
Hanke entstammte einer Arbeiterfamilie; sein Vater war als Schlosser tätig. Er selbst absolvierte eine Ausbildung als Maurer und war in diesem Beruf bis 1933 tätig. Ab 1927 war Hanke in der Arbeitersportbewegung und bildete sich an einer Abend-Fachschule fort. Ab 1928 war Hanke Gewerkschafter und 1930 wurde er Mitglied der KPD.
Ab 1933 leistete Hanke illegale politische Arbeit in Berlin im Widerstand gegen den Faschismus: 1933 war er zeitweise politischer Leiter des KPD-Unterbezirks in Strausberg, 1933/34 KPD-Unterbezirks-Leiter für Berlin-Pankow, 1934 politischer Leiter des KPD-Unterbezirks Nordring, dann Technischer Leiter der KPD-Bezirksleitung Berlin-Brandenburg. Im Widerstand arbeitete er gemeinsam mit Reinhold Popall, Wilhelm Knapp, Liesbeth Neubauer, Rudolf Bergtel und Wienand Kaasch. Am 10. August 1935 wurde Hanke verhaftet und am 10. Mai 1936 vom Volksgerichtshof im Prozess gegen Kaasch und andere angeklagt und wegen Hochverrats zu einer langjährigen Zuchthausstrafe verurteilt.
Zunächst war er im Zuchthaus Luckau inhaftiert, dann zusammen mit Erich Honecker im Zuchthaus Brandenburg-Görden. Aufgrund der gestiegenen Zahl der Bombenangriffe auf Berlin ab 1943 teilte man ihn einer Baukolonne zu, die mit LKW zu den beschädigten Gebäuden gefahren wurde, um die Bombenschäden zu reparieren. Als diese Transporte nach einem Jahr zu unsicher wurden, brachte man seine Baukolonne im Frauengefängnis Barnimstraße in Berlin unter; im März 1945 gelang beiden die Flucht aus der Haft.
Von Mai bis September 1945 war Hanke Stadtrat in der Bezirksverwaltung Berlin-Prenzlauer Berg; anschließend bis April 1946 Leiter der Abteilung Wirtschaft und Lagerkontrolle in der Deutschen Verwaltung für Umsiedlerfragen. Von April 1946 bis Oktober 1947 war er Hauptreferent für Verwaltung und Wirtschaft in der Abteilung Kader des ZK der KPD bzw. nach der Zwangsvereinigung von SPD und KPD zur SED der entsprechenden Abteilung des Parteivorstands der SED. 
Von Oktober 1947 bis zum August 1949 studierte Hanke an der Parteihochschule der SED. Ab September 1949 war er Direktor der Arbeiter-und-Bauern-Fakultät in Berlin, anschließend 1951/52 Professor am Institut für Dialektik und Historischen Materialismus der PH Berlin und danach bis Februar 1955 erst Lehrer, dann Leiter der Schule des Auslandsnachrichtendienstes Institut für wirtschaftswissenschaftliche Forschung bzw. von dessen Nachfolger, der Hauptabteilung XV im Staatssekretariat für Staatssicherheit. Ab März 1955 übernahm Hanke eine Professur an der Hochschule für Finanzwirtschaft in Potsdam-Babelsberg – nach Vereinigung der beiden Hochschulen ab 1956 an der Hochschule für Ökonomie Berlin; dort leitete er ab 1957 das Institut für Marxismus-Leninismus. Von 1959 bis 1962 war Hanke verantwortlich für das Studium der Komplementärgesellschafter aus den halbstaatlichen Betrieben der DDR.
Nach seiner Emeritierung 1962 war Hanke freiberuflich als Verfasser wissenschaftlicher Aufsätze und Abhandlungen aktiv; in den 1970er Jahren verfasste er seine Erinnerungen, die in mehreren Auflagen in der DDR und anderen Ländern publiziert wurden.

## Ehrungen
- 1958 erhielt Hanke die Medaille Kämpfer gegen den Faschismus
- 1976 Vaterländischer Verdienstorden
- 1986 Karl-Marx-Orden

## Schriften (Auswahl)
- Mittelstand in der Bundesrepublik. Verlag Marxistische Blätter: Frankfurt (Main) 1973
- Erinnerungen eines Illegalen. Berlin 1974
- Im Strom der Zeit. Berlin 1976
- Ins nächste Jahrhundert. Leipzig 1983